# ديفيد دي ميغيل
ديفيد دي ميغيل (بالإسبانية: David De Miguel)‏ مواليد 7 فبراير 1965 في طرطوشة، إسبانيا، هو لاعب كرة مضرب إسباني سابق وكان يلعب باليد اليمنى. أعلى تصنيف له في الفردي كان المركز الـ 81 في سنة 1987. أعلى تصنيف له في الزوجي كان المركز الـ 68 في سنة 1986.

## النهائيات

### الفردي: (1)
| الرقم | السنة | الدورة        | الأرضية | المنافس في النهائي | النتيجة في النهائي |
| ----- | ----- | ------------- | ------- | ------------------ | ------------------ |
| 1.    | 1986  | مراكش، المغرب | ترابية  | تييري شامبيون      | 6–2, 6–3           |

### الزوجي: (1)
| الرقم | السنة | الدورة         | الأرضية | الشريك      | المنافس في النهائي      | النتيجة في النهائي |
| ----- | ----- | -------------- | ------- | ----------- | ----------------------- | ------------------ |
| 1.    | 1985  | مسينا، إيطاليا | ترابية  | جيساس كولاس | بروس درلين ديفيد فيلجات | 6–1, 7–6           |

## روابط خارجية
- ديفيد دي ميغيل على موقع رابطة محترفي التنس (الإنجليزية)
- ديفيد دي ميغيل على موقع الاتحاد الدولي لكرة المضرب (الإنجليزية)
- ديفيد دي ميغيل على موقع خلاصة التنس.كوم (الإنجليزية)